# Serotonin-Noradrenalin-Wiederaufnahmehemmer
Serotonin-Noradrenalin-Wiederaufnahmehemmer (SSNRI = Selective Serotonin-Noradrenalin-Reuptake-Inhibitor; deutsch auch Selektive Serotonin-Noradrenalin-Reuptake-Hemmer) sind Arzneistoffe, die vorwiegend als Antidepressiva eingesetzt werden. Die SSNRI (oft nur als SNRI bezeichnet) entfalten ihre Wirkung an den Serotonin- und Noradrenalin-Transportern. Der erste Vertreter dieser Gruppe war 1993 der Wirkstoff Venlafaxin.

## Pharmakologie
Die SSNRI binden im Zentralnervensystem an Transporter des Serotonin- und Noradrenalin-Typs und hemmen dadurch die Wiederaufnahme (englisch Re-Uptake) dieser beiden Neurotransmitter in die präsynaptische Nervenzelle. Auf diese Weise erhöht sich die Konzentration dieser zwei Substanzen im synaptischen Spalt an den postsynaptischen Rezeptoren. Das Ergebnis ist eine entsprechende Signalverstärkung und damit eine Verstärkung einer vom zentralen Nervensystem herabsteigenden (deszendierenden) Hemmung. Die antidepressive Wirkung ist – wie bei allen Antidepressiva – auf die höhere Neurotransmitterverfügbarkeit durch Anpassung der Rezeptoren und ähnlicher Strukturen, die mit einer zeitlichen Verzögerung auftritt, zurückzuführen. Das Dopaminsystem wird dabei in direkter Weise im Wesentlichen nicht beeinflusst. SSNRI sind nebenwirkungsärmer als die älteren trizyklischen Antidepressiva. Letztere wirken zusätzlich antihistaminisch oder modifizieren die cholinerge Übertragung.

## Wirkstoffe

Venlafaxin

Milnacipran

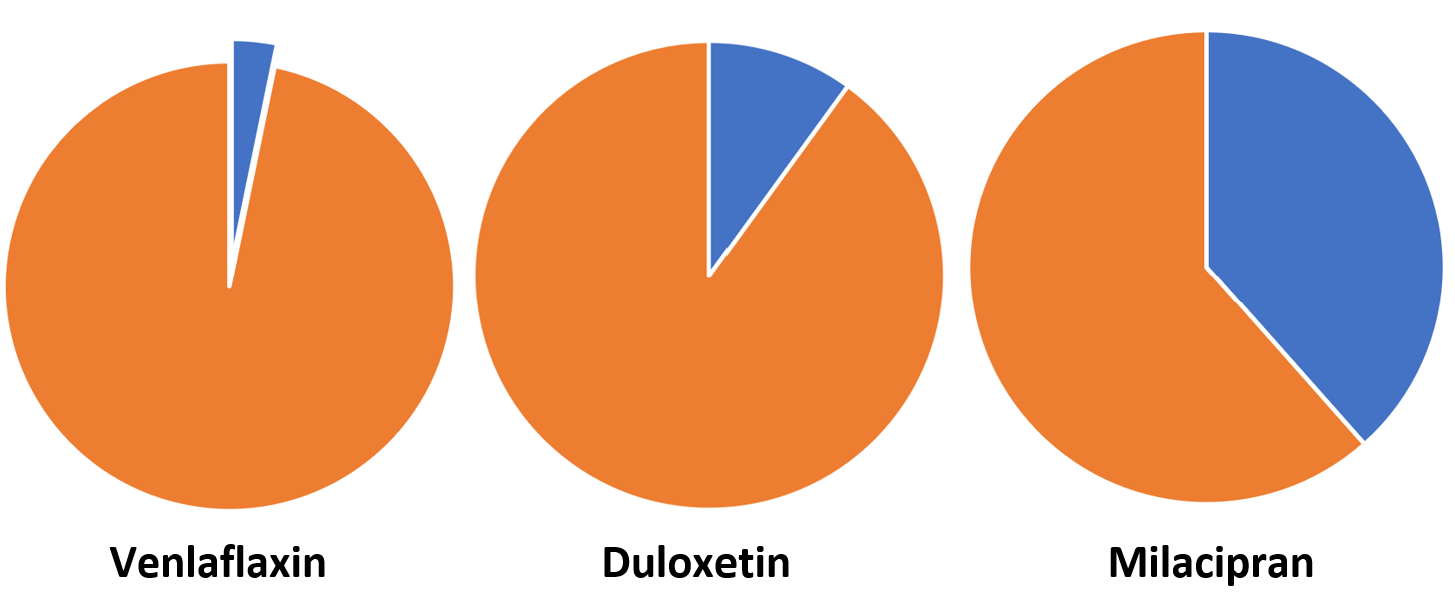
Selektivität

In Deutschland sind folgende Serotonin-Noradrenalin-Wiederaufnahmehemmer zugelassen:
- Venlafaxin (Trevilor)
- Milnacipran (MILNAneuraX)
- Duloxetin (Yentreve, Cymbalta)
- Desvenlafaxin (Desveneurax)[1]

In Österreich:
- Venlafaxin (Efectin)
- Milnacipran (Ixel)
- Duloxetin (Cymbalta)

In der Schweiz:
- Venlafaxin (Efexor)
- Duloxetin (Cymbalta)

In den USA:
- Duloxetin
- Venlafaxin (Effexor)
- Desvenlafaxin (Pristiq)
- Levomilnacipran (Fetzima)

Desvenlafaxin

Die drei Wirkstoffe unterscheiden sich vor allem darin, wie stark sie den Noradrenalinspiegel erhöhen: Während Duloxetin und Desvenlafaxin eine 10-fach größere Selektivität für Serotonin zeigen, blockiert Milnacipran die Serotonin- und Noradrenalin-Wiederaufnahme etwa gleich stark. Venlafaxin besitzt eine 30-fach größere Selektivität für Serotonin.

## Nebenwirkungen
Magen-Darm-Beschwerden (auch Übelkeit und Erbrechen) treten besonders zu Beginn der SSNRI-Einnahme häufig auf. Vermehrte Unruhe und Angstzustände werden ebenfalls oft berichtet. Das Risiko für Magen-Darm-Blutungen steigt auf das bis zu 2,9-fache, wenn kein Magenschutzmittel genommen wird.
Auch Blutdruckerhöhung, Herzbeschwerden, Erregung, Schlafstörungen und Appetitminderung als Zeichen zentraler und peripherer Aktivierung sind möglich. Störungen der sexuellen Funktion (Orgasmusstörungen, Potenzprobleme) kommen vor. Die bei SSNRI und einigen SSRI zu beobachtenden Blasenentleerungsstörungen wurden beim Duloxetin-Präparat Yentreve zur Hauptindikation.

## Absetzsyndrom
Bei abruptem Absetzen von SSNRI können Absetzerscheinungen auftreten (SSRI Discontinuation Syndrome). Die dabei auftretenden Symptome werden im Vergleich zu denen beim Absetzen von SSRI als stärker empfunden. Ein langsames Ausschleichen ist daher ratsam.

## Kinder und Jugendliche
Bei einigen Präparaten ist das Risiko für aggressives oder autoaggressives Verhalten, sowie für suizidale Tendenzen, bei Kindern und Jugendlichen, erhöht. Laut Empfehlung des Bundesinstitutes für Arzneimittel und Medizinprodukte sollten Medikamente dieses Types, sofern sie keine explizite Zulassung für diese Altersgruppe haben, möglichst nicht eingesetzt werden.

## Wechselwirkungen
Die Kombination von SSNRI mit Monoaminoxidase-Hemmern oder mit Serotonin-Vorläufern (vgl. Prodrug) wie Tryptophan oder 5-Hydroxytryptophan führt zu einem erhöhten Risiko des Serotoninsyndroms.